# Désolée
Désolée è un singolo della rapper italiana Anna, pubblicato il 13 giugno 2025.

## Descrizione
Il brano, scritto dalla stessa rapper, è prodotto da Nicolò Pucciarmati, in arte Miles.

## Promozione
Il brano è stato anticipato dalla stessa rapper alcuni giorni prima dell'uscita del brano attraverso i suoi profili social e lo ha eseguito in anteprima al TIM Summer Hits a Roma condotto da Andrea Delogu e Carlo Conti.

## Video musicale
Il video musicale, diretto da Francesco Bartoli Avveduti, è stato pubblicato il 18 luglio 2025 attraverso il canale YouTube della rapper.

## Successo commerciale
Il brano ha debuttato alla prima posizione della classifica Top Singoli, diventando il primo di un'artista solista italiana a conseguire tale traguardo dopo Nessun grado di separazione di Francesca Michielin nel 2016. Inoltre, è stata la terza volta che la stessa Anna ha raggiunto la vetta in classifica da solista dopo Bando del 2020 e 30°C del 2024, e la quinta volta in totale.

## Tracce
Testi di Anna Pepe, musiche di Francesco Turolla, Lorenzo Bassotti e Nicolò Pucciarmati.
1. Désolée – 2:39

## Classifiche
| Classifica (2025) | Posizione massima |
| ----------------- | ----------------- |
| Italia            | 1                 |